# 團時朗
團時朗（日语：／ Dan Jirō，1949年1月30日—2023年3月22日）是一名日本演員。本名村田秀雄（日语：／ Murata Hideo）。過去曾用團次郎、團治郎等藝名，但日語方音皆為「だん じろう」。所屬事務所為アルファエージェンシー。
京都府京都市出生，於龍谷大学付属平安中学校・高等学校畢業。身高187cm、體重83kg、血型AB型。

## 簡介
日本平安高等学校畢業。父親是駐日美軍，母親為日本人，父親於朝鲜战争中陣亡。曾代言資生堂的防曬產品SUN OIL，美髮產品MG5等。
1968年，因演出日活電影《わが命の唄 艶歌》，以自己在該片中所飾演的角色人名「團次郎」為藝名。同年6月，以單曲「バラの恋」出道成為發片歌手。
1971年，他以主演圓谷製作的電視特攝影集《归来的奥特曼》（日語：帰ってきたウルトラマン）的男主角「鄉秀樹」一角聞名，而且還參與了一系列相關的電影演出，而《蠟筆小新》中的動感超人主角鄉剛太郎即參考自此角色。亦有長期在多部電視劇及電影中擔任主角或配角，由於本身是美日混血，故常是扮演外國人角色的第一人選，亦常因受邀而在不少電視劇中客串一兩集。
近年，他主要以電視劇擔任配角或在電視劇擔任客串角色為主。演技為其本錢，可擔任的角色亦可正亦可反，為日本知名的「惡役俳優」（擅演反派角色的男演員，尤指扮演壞蛋角色的男演員）之一。
2017年夏天，他被诊断出患有肺癌，然而在此後仍继续从事演员工作，2023年3月22日凌晨4点14分，他因病情恶化而逝世，享壽74歲。

## 出演

### 電視劇
- 奥特曼系列
  - 归来的奥特曼 （1971年-1972年） - 鄉秀樹
  - 超人力霸王衛司 第10話（1972年、TBS） - 冒牌鄉秀樹（安奇拉星人）/ 鄉秀樹
  - 超人力霸王太郎 第33話-第34話、第52話（1973年-1974年） - 鄉秀樹
  - 超人力霸王雷歐 第34話（1975年、TBS） - 鄉秀樹
  - 超人力霸王梅比斯 第46話、第50話（2007年、CBC） - 鄉秀樹
- 大河劇（NHK）
  - 龍馬傳 第1回「上士と下士」（2010年、NHK） - 柏原綱道
  - 軍師官兵衛 （2014年、NHK） - 赤松政秀
- 連續電視小說
  - 康乃馨（2011年） - 紳士服「ロイヤル」店主
  - 別嬪小姐（2016年） - 根本
  - 萬福 (電視劇)（2018年） - 大鳥勘一
- 超級戰隊系列
  - 忍風戰隊破裏劍者（2002年） - 霞一鬼
  - 騎士龍戰隊龍裝者（2019年） - 龍裝族長老
- 龙虎群英 第154話（1971年）
- Wild 7（日语：ワイルド7）（1972年）
- 超級機械人 馬赫霸龍（1974年-1975年、日本電視台）
- 少年探偵団 (BD7)（日语：少年探偵団 (BD7)）（1975年 - 1976年、日本電視台） - 怪人二十面相
- 機器人小8（1981年 - 1982年） - 青井博士
- 西部警察 PART-III（日语：西部警察 PART-III）第7話（1983年） - 密輸組織の男
- 東映不可思議喜劇系列（日语：東映不思議コメディーシリーズ）（1982-1983年）
  - 美少女假面第19話（1990年）- 悪魔の商社
- 星云假面（1984年、日本電視台） - 怪盗ソルトマ
- 危險刑警第42話（1987年、日本電視台） - 豹藤彰
- 正義必勝（1995年） - 岩淵芳彦
- 新宿鲨鱼（1997年、NHK） - 岩淵芳彦
- 哥吉拉島（1997年-1998年）
- 金田一少年之事件簿 (電視劇)第3季「幽霊客船殺人事件（前後編）」（2001年、日本電視台） - 鷹守郷三
- 新·警視廳搜查一課9係第8話「殺人歌姫」(2009年) - 西社長
- 警部補 矢部謙三（2010年） - 郷秀帰
- 熱海の捜査官（日语：熱海の捜査官） （2010年）- 甘利雅彦
- 水戸黄門（日语：水戸黄門） 第42部 第14話「命を張った弥七の度胸 -松江-」（2011年） - 勝部靫負
- MONSTERS（2012年） - 徳平國男
- 相棒
  - season11第1話「聖域」（2012年） - 小日向貞穂
  - season18第1話 - 第2話「アレスの進撃」、「アレスの進撃〜最終決戦〜」（2019年） - 甘村井留加
- 刑警二人組（2013年） - 大崎浩三
- TEAM -警視廳特別犯罪搜查本部-（2014年） - 小原茂樹
- 遺留搜查（2015年）
  - 日曜エンタ・ドラマスペシャル（2014年） - 一条智徳
  - 第4シリーズ（2017年） - 竹原総二郎
  - special（2019年） - 梶田正彦
- 最強名醫第8話・最終話（2015年） - 淵森尊之
- 特搜9（2018年） - 水上洋次郎
- Innocence 冤罪律師 （2019年、日本電視台） - 乗鞍権三郎

### 電影
- 超人力霸王系列
  - 超人力霸王傑斯2：光與影（1997年、松竹） - 記者
  - 超人力霸王梅比斯&超人兄弟世紀之戰（2006年、松竹） 鄉秀樹
  - 大決戰!超人力霸王8兄弟（2008年、松竹） - 鄉秀樹
  - 大怪獸格鬥 超銀河傳說 THE MOVIE（2009年、華納兄弟） - 超人力霸王傑克（聲）
  - 超人力霸王傑洛 THE MOVIE 超決戰！貝利亞銀河帝國（2010年、松竹） - 超人力霸王傑克（聲）
  - 超人力霸王傳奇（2012年、松竹） -鄉秀樹
- 穴光假面（2004年、アートポート） - 豪レンジャー隊長
- 流浪者年代記（2015年） - リム・シェンヤン -
- 偽戀（2018年、東宝） - アーデルト・桐崎・ウォグナー

## 角色继承
- 三木真一郎 — 杰克奥特曼（声）

### 來源
1. ↑  きくち英一. . 藤川裕也; 木原浩勝 構成  (编). . 風塵社. 1995: 141. ISBN 4-938733-19-6.
2. 1 2  . 日刊スポーツ (日刊スポーツNEWS). 2023-03-24  [2023-03-24]. （原始内容存档于2023-05-28）.
3. ↑  . VIPタイムズ社. 2003: 181. ISBN 978-4990124212.
4. 1 2  . 男優編〈下巻〉. キネマ旬報社. 1996: 145–146. ISBN 978-4873761893.
5. ↑  『福島民報』1968年8月18日付朝刊、7面。
6. ↑  . . テレビマガジン特別編集. 講談社. 1988: 110. ISBN 4-06-178410-2.
7. ↑  . 〈2〉ラディカルヒーローの世界. 講談社. 1987: 141. ISBN 4061900838.

## 外部連結
- 官方網站 （页面存档备份，存于）
- Jiro Dan在互联网电影资料库（IMDb）上的資料（英文）
- 團時朗 - NHK人物録